# Pregny-Chambésy
Pregny-Chambésy (do 1952 Pregny) – gmina (fr. commune; niem. Gemeinde) w Szwajcarii, w kantonie Genewa. Leży nad Jeziorem Genewskim.

## Demografia
W Pregny-Chambésy mieszkają 3 803 osoby. W 2020 roku 51,1% populacji gminy stanowiły osoby urodzone poza Szwajcarią.

## Transport
Przez teren gminy przebiega droga główna nr 1.